# Aunay-en-Bazois
Pour l’article homonyme, voir Aunay.
Aunay-en-Bazois est une commune française, située dans le département de la Nièvre en région Bourgogne-Franche-Comté.

## Géographie

### Localisation
Aunay-en-Bazois est située à 9 km de Châtillon-en-Bazois et à 26 km de Château-Chinon (ville).

### Communes limitrophes
Les communes limitrophes sont  Achun, Blismes, Chougny, Epiry, Mont-et-Marré, Montreuillon, Ougny et Sardy-lès-Épiry.

### Climat
Pour des articles plus généraux, voir Climat de la Bourgogne-Franche-Comté et Climat de la Nièvre.
En 2010, le climat de la commune est de type climat océanique dégradé des plaines du Centre et du Nord, selon une étude du Centre national de la recherche scientifique s'appuyant sur une série de données couvrant la période 1971-2000. En 2020, Météo-France publie une typologie des climats de la France métropolitaine dans laquelle la commune est exposée à un climat océanique altéré et est dans la région climatique Centre et contreforts nord du Massif Central, caractérisée par un air sec en été et un bon ensoleillement.
Pour la période 1971-2000, la température annuelle moyenne est de 11 °C, avec une amplitude thermique annuelle de 16,4 °C. Le cumul annuel moyen de précipitations est de 912 mm, avec 13,1 jours de précipitations en janvier et 8,3 jours en juillet. Pour la période 1991-2020, la température moyenne annuelle observée sur la station météorologique de Météo-France la plus proche, « Chateau Chinon », sur la commune de Château-Chinon (Ville) à 19 km à vol d'oiseau, est de 10,5 °C et le cumul annuel moyen de précipitations est de 1 252,3 mm. 
La température maximale relevée sur cette station est de 38,8 °C, atteinte le 25 juillet 2019 ; la température minimale est de −21,3 °C, atteinte le 10 février 1956,,.
Les paramètres climatiques de la commune ont été estimés pour le milieu du siècle (2041-2070) selon différents scénarios d'émission de gaz à effet de serre à partir des nouvelles projections climatiques de référence DRIAS-2020. Ils sont consultables sur un site dédié publié par Météo-France en novembre 2022.

## Urbanisme

### Typologie
Au 1er janvier 2024, Aunay-en-Bazois est catégorisée commune rurale à habitat très dispersé, selon la nouvelle grille communale de densité à sept niveaux définie par l'Insee en 2022.
Elle est située hors unité urbaine et hors attraction des villes,.

### Occupation des sols
L'occupation des sols de la commune, telle qu'elle ressort de la base de données européenne d’occupation biophysique des sols Corine Land Cover (CLC), est marquée par l'importance des territoires agricoles (52,9 % en 2018), une proportion sensiblement équivalente à celle de 1990 (53,6 %). La répartition détaillée en 2018 est la suivante : 
forêts (46 %), prairies (38,5 %), terres arables (14,4 %), zones urbanisées (0,6 %), milieux à végétation arbustive et/ou herbacée (0,5 %). L'évolution de l’occupation des sols de la commune et de ses infrastructures peut être observée sur les différentes représentations cartographiques du territoire : la carte de Cassini (XVIIIe siècle), la carte d'état-major (1820-1866) et les cartes ou photos aériennes de l'IGN pour la période actuelle (1950 à aujourd'hui).

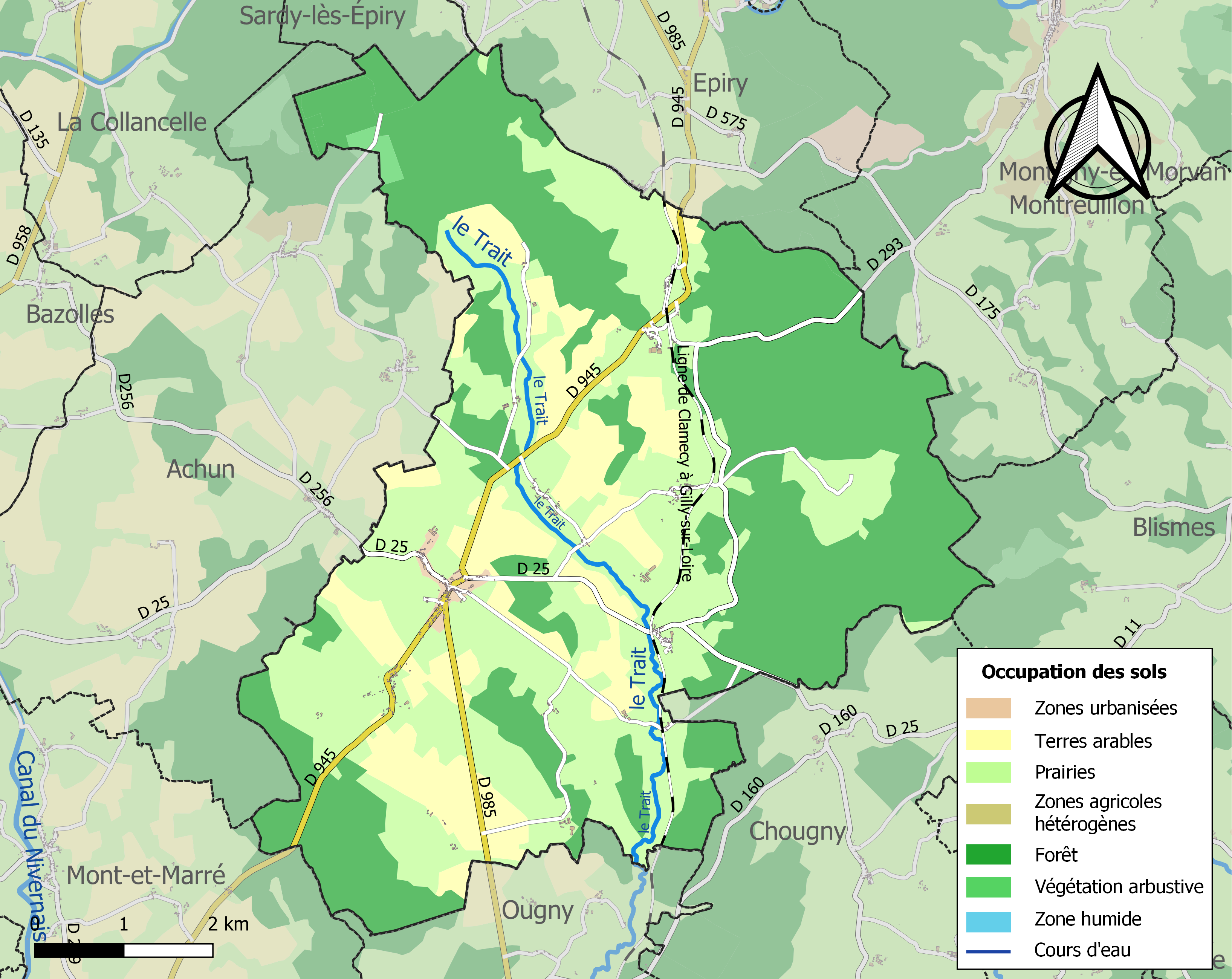
Carte des infrastructures et de l'occupation des sols de la commune en 2018 (CLC).

## Toponymie
Le village est cité sous la forme d’Onaco dans un document de 1130,.
Il s'agit d'un type toponymique celtique (gaulois), basé sur onno- « frêne », mot identique au celtique insulaire : gallois onn « frêne »; breton onn, oun « frêne »; etc. Il est suivi du suffixe gaulois -acon (celtique commun -āko), généralement localisant et indiquant la propriété mais qui a pu être employé comme collectif pour désigner un ensemble de végétaux appartenant à la même espèce. On l'observe par ailleurs dans Épernay. D'où une forme initiale déduite *Onnācon « lieu planté de frênes », comme dans Onay (Haute-Saône) ; Aunat (Aude, Honacum 1313, avec H postiche) et Onnex (Suisse).
Remarque : la graphie actuelle est inspirée par celle de l'aulnaie qui désigne une plantation d'aulnes, genre d'arbre tout différent.
Le Bazois est une région naturelle du département de la Nièvre. L'ajout du déterminant en Bazois date de 1961.

## Histoire
À l’époque romaine, la voie Autun-Orléans traverse le ruisseau du Trait à Savenay (ou à Chausse). Après le château du Bas-Fort, aujourd’hui disparu, l’imposant château actuel a appartenu à un petit-fils de Vauban. Gros village du Bazois, Aunay, chef-lieu de canton pendant 10 ans, a participé activement à la Révolution française.
À voir : la mairie-école de la fin du XVIIIe, l’église Saint-Étienne en partie néoclassique, les lavoirs des hameaux et celui du bourg, bien conservé.

## Politique et administration
| Période                                  | Période  | Identité                          | Étiquette | Qualité  |
| ---------------------------------------- | -------- | --------------------------------- | --------- | -------- |
| 1809                                     | 1820     | Étienne Ravaut                    |           |          |
| 1835                                     | 1838     | Charles-Étienne Connestable       |           |          |
| 1867                                     | 1872     | Pierre-Laurent Vervin             |           |          |
| 1884                                     | 1918     | Charles-Marie-Stephen Le Peletier |           |          |
|                                          |          |                                   |           |          |
| 2001                                     | 2018     | Daniel Baudier                    | DVG       | Retraité |
| 2018                                     | En cours | Patrick Chaussat                  |           |          |
| Les données manquantes sont à compléter. |          |                                   |           |          |

## Démographie
L'évolution du nombre d'habitants est connue à travers les recensements de la population effectués dans la commune depuis 1793. Pour les communes de moins de 10 000 habitants, une enquête de recensement portant sur toute la population est réalisée tous les cinq ans, les populations de référence des années intermédiaires étant quant à elles estimées par interpolation ou extrapolation. Pour la commune, le premier recensement exhaustif entrant dans le cadre du nouveau dispositif a été réalisé en 2008.

En 2022, la commune comptait 228 habitants, en évolution de −0,44 % par rapport à 2016 (Nièvre : −3,28 %, France hors Mayotte : +2,11 %).
| 1793  | 1800 | 1806 | 1821  | 1831  | 1836  | 1841  | 1846  | 1851  |
| ----- | ---- | ---- | ----- | ----- | ----- | ----- | ----- | ----- |
| 1 007 | 907  | 966  | 1 099 | 1 144 | 1 295 | 1 216 | 1 246 | 1 270 |

| 1856  | 1861  | 1866  | 1872  | 1876  | 1881  | 1886  | 1891  | 1896  |
| ----- | ----- | ----- | ----- | ----- | ----- | ----- | ----- | ----- |
| 1 248 | 1 167 | 1 215 | 1 216 | 1 260 | 1 299 | 1 268 | 1 246 | 1 235 |

| 1901  | 1906  | 1911  | 1921 | 1926 | 1931 | 1936 | 1946 | 1954 |
| ----- | ----- | ----- | ---- | ---- | ---- | ---- | ---- | ---- |
| 1 163 | 1 107 | 1 028 | 886  | 830  | 738  | 681  | 703  | 590  |

| 1962 | 1968 | 1975 | 1982 | 1990 | 1999 | 2006 | 2008 | 2013 |
| ---- | ---- | ---- | ---- | ---- | ---- | ---- | ---- | ---- |
| 574  | 503  | 424  | 379  | 315  | 292  | 279  | 275  | 237  |

| 2018 | 2022 | - | - | - | - | - | - | - |
| ---- | ---- | - | - | - | - | - | - | - |
| 226  | 228  | - | - | - | - | - | - | - |

## Économie
Aunay est une des seules communes du Bazois à conserver une activité commerciale.

## Culture locale et patrimoine

### Lieux et monuments
- L’église Saint-Étienne en partie néoclassique,
- Les lavoirs des hameaux et celui du bourg.
- Château du Bas Fort, détruit pendant les Guerres de religion
- Château d'Aunay dit du Haut Fort, édifié dans la seconde moitié du XVe siècle, propriété des comtes d'Aunay jusqu'en 1963.

#### Ancien château fort
Un ancien château fort médiéval, devenu château d’agrément au XVIe siècle. Il est jusqu’en 1963 la propriété des comtes d’Aunay. Le bâtiment principal ainsi que les tours ont été construits au XVIe siècle puis remaniés au début du XVIIe siècle. Ce qui fait que son aspect militaire a disparu. Le corps reliant les tours carrées ouest fut édifié au XVIIe siècle pour Charles de Mesgrigny, petit-fils de Sébastien Le Prestre de Vauban. Les communs datent du XVIIe siècle, ils furent remaniés dans les années 1780.
L’édifice se compose de deux étages. La toiture est en ardoise. Le château, y compris l’ensemble des boiseries, lambris et tapisseries ornant le rez-de-chaussée et le premier étage, les communs, les fossés, la cour d’honneur, les jardins, et le mur de clôture (cadastre A.240 à 249) sont protégés. Monuments Historiques par arrêté du 24 octobre 1988. On aperçoit les rainures des bras du pont-levis, des trous du passage des chaînes et les fossés entourant le château. De la première construction reste la cuisine, située à l’angle Est du château. Les courtines furent démolies au XVIIe siècle.

### Personnalités liées à la commune
- Louis-Étienne-Hector Le Peletier (1777-1851), homme politique né à Aunay, député de la Nièvre.
- Charles-Marie-Stephen Le Peletier : comte d'Aunay, maire d'Aunay-en-Bazois, chevalier de la Légion d'honneur, sénateur, ministre plénipotentiaire à Stockholm et à Rome.